# JR東海KiHa 11型柴聯車
JR東海KiHa 11型柴聯車是日本東海旅客鐵道 （JR東海）和東海交通事業 （TKJ）所使用的單人操作單節柴聯車，營運於日本中部的地方路線，在1989年至1999年之間，總共製造了43輛。本型車有4個次形式：KiHa 11-0，KiHa 11-100，KiHa 11-200和KiHa 11-300；  前三種次形式每部車裝有一部康明斯 C-DMF14HZA柴油引擎，出力為330匹馬力；而KiHa 11-300型裝配一部C-DMF14HZB，出力為350匹馬力。

## 車輛總論

### 車身
車體最大長度為18公尺（車體本體長17.5公尺），車窗為與211系電聯車一樣的單一下降式窗戶，車門位於車身兩端，為以按鈕控制之850mm寬的單片滑門。從 2000 年 6 月起，伊勢車輛區的所有車輛和美濃太田車輛區的部分車輛開始改造，將車身前部的排障器向下方加大。

### 車内設備
座椅配置為長條椅與面對面配置之橫排式座椅並用，以因應尖峰時段人潮，且採與同時期的211系電聯車5000番台一樣的桶型座椅，提高乘坐舒適度。載客量比舊有的 KiHa 40 型更多，總容量為 110 人，座位容量為 60 人（300 番台為 46 人）。由於主要用於短途路線，因此僅有300番台設有廁所。空調機為直接由引擎驅動的C-AU29型。有些車輛後來加裝了開門鈴和輪椅空間。

### 動力裝置與轉向架
引擎採用一部康明斯C-DMF14HZA柴油引擎（康明斯原廠型式NTA-855R1），雖與KiHa 85系列相同，但出力調低至330ps／2,000rpm；變速機則採用輕型柴油客車使用的C-DW15。與舊型車輛相比，由於車身減重和引擎出力增加，性能顯著提升，雖然最高車速仍為95km/h，但在20‰的上坡時速可達 60 km 以上，25 ‰之上坡時速可達50 km 以上。
轉向架使用在輕型柴油客車實績良好的空氣彈簧轉向架，動力轉向架是有兩個動軸的C-DT58型，無動力轉向架為C-TR242型。變速機為新潟變速機（新潟鐵工所子公司，後成為日立的全資子公司）所製造，為液聯一速直聯二速設計，提升了加速和附著力性能。
此外，在配置於伊勢車輛區行駛名松線的部分車輛，考慮到夜間停放於家城站的列車可能發生溜逸等無人駕駛事故，加裝了備用制動系統。

## 次形式
本型的次形式列表如下。 
| 子類型      | 輛數 | 建造年份 | 車體   | 使用者                      |
| ----------- | ---- | -------- | ------ | --------------------------- |
| KiHa 11-0   | 10   | 1989年   | 鋼     | 東海旅客鐵道                |
| KiHa 11-100 | 23   | 1989年   | 鋼     | 東海旅客鐵道                |
| KiHa 11-200 | 4    | 1993年   | 鋼     | 東海交通事業 / 東海旅客鐵道 |
| KiHa 11-300 | 6    | 1999年   | 不鏽鋼 | 東海旅客鐵道                |

## KiHa 11-0
在1989年1月至2月間，新潟鐵工所（現為新潟運輸系統 ）交付10輛KiHa 11-0型（KiHa 11-1-10）至伊勢車輛區。  

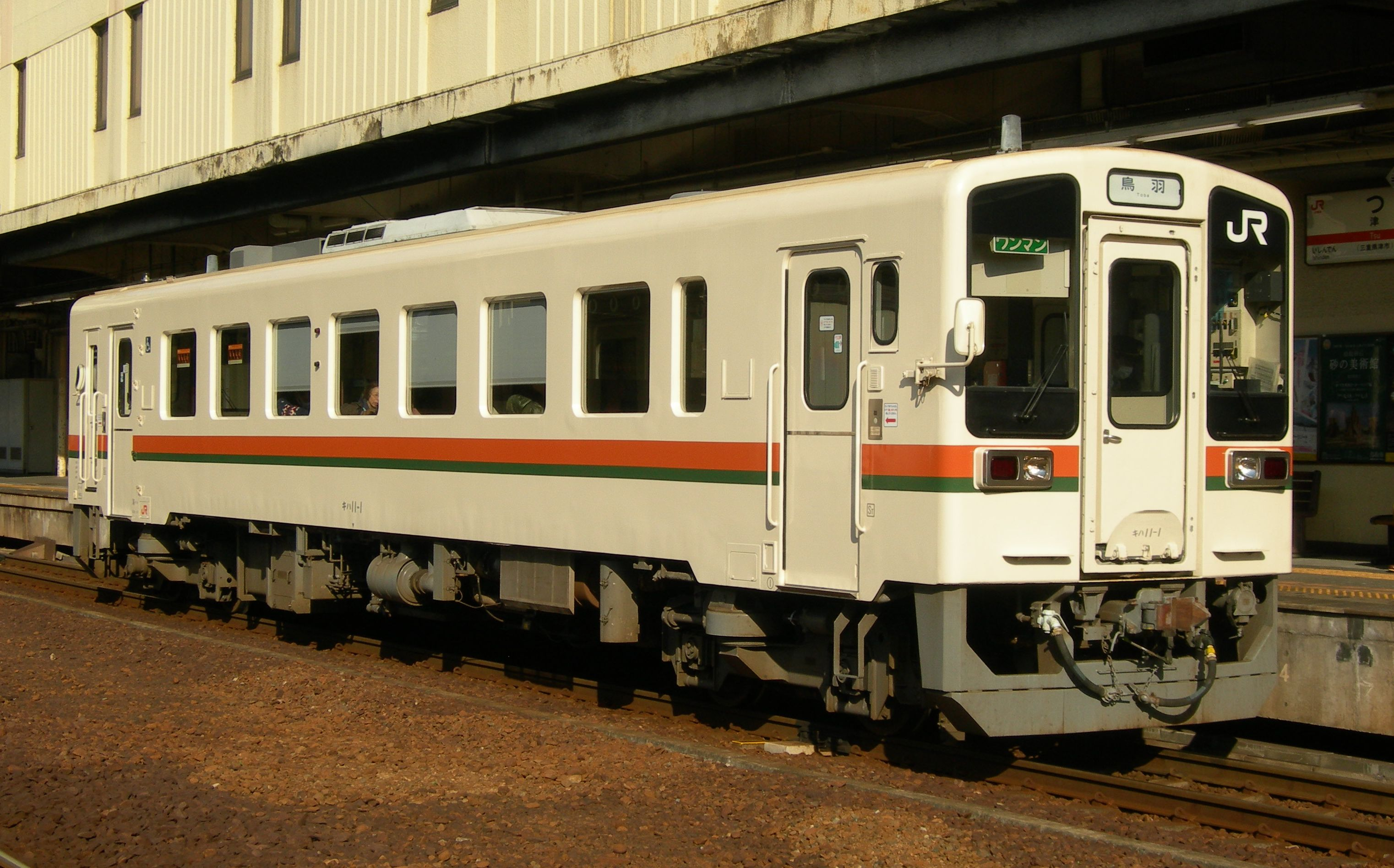
KiHa 11-1，2010年1月

### 内裝
車廂內一端設置2 + 2橫向並排座椅，另一端為縱向長條座椅，總座位數为60，可容纳110位乘客。本型車没有厕所。  

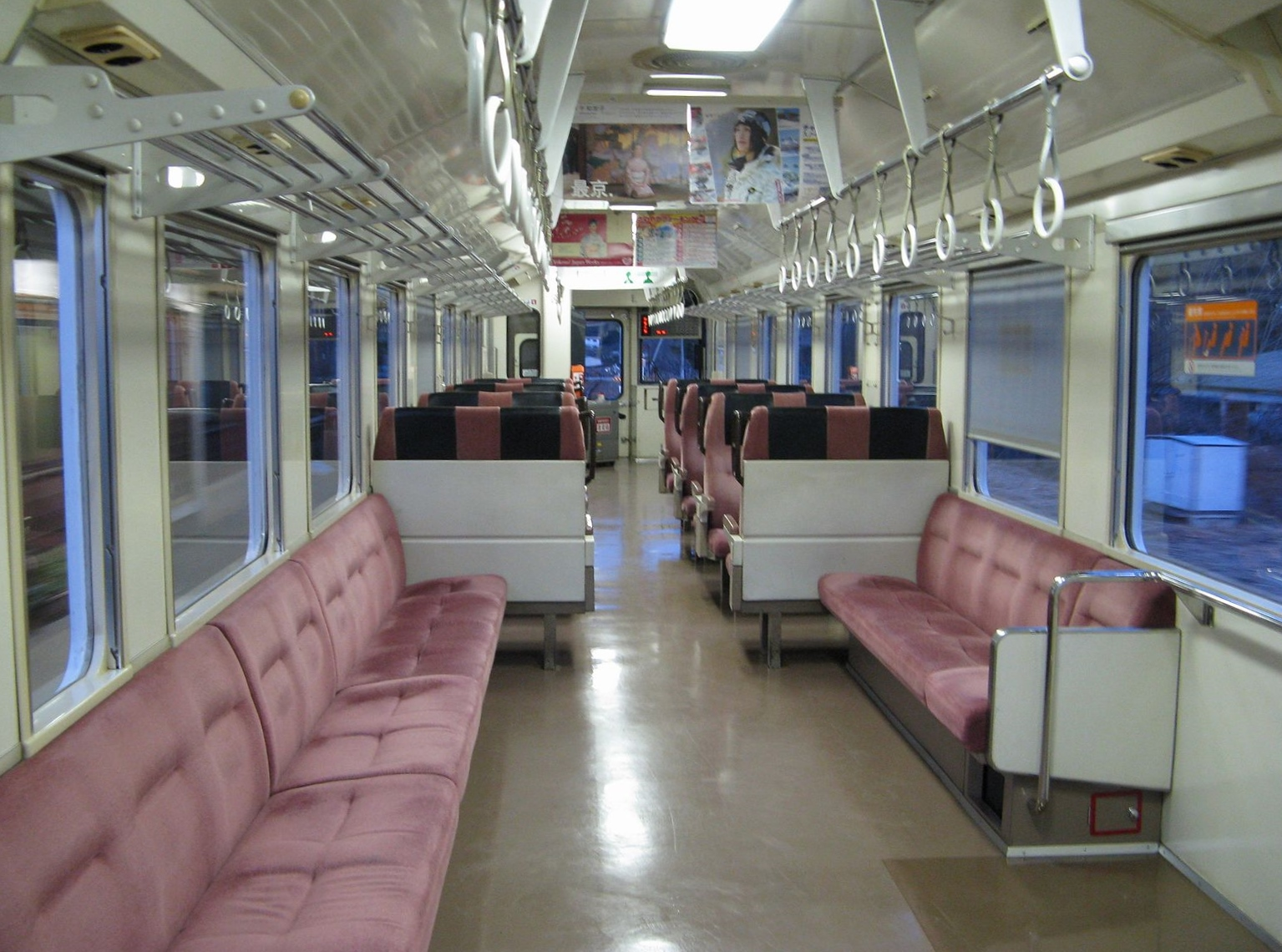

## KiHa 11-100

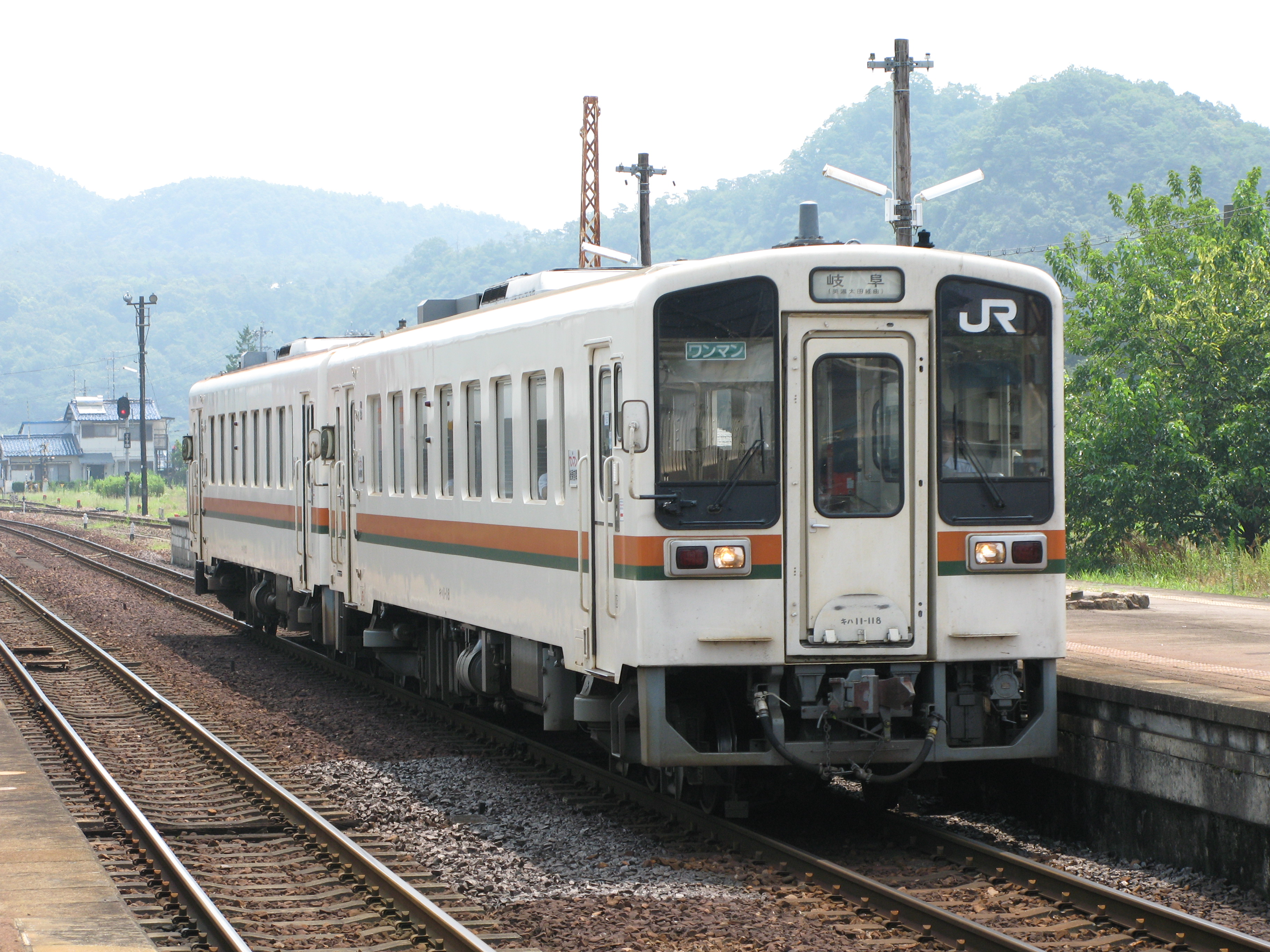
KiHa 11-118，2007年7月

1989年1月至1989年3月之間，新潟鐵工所（現為新潟運輸系統 ）交付了23輛KiHa 11-100（KiHa 11-101–123），其中 KiHa 11-122和123號車是在JR東海的名古屋工廠製造。本型車乃基於KIHA 11-0之設計，但加上了適合寒冷氣候地區使用的改裝。最初都分配到美濃太田車輛區；之後107-112等六輛車於1990年3月被轉移到伊勢車輛區。
美濃太田車輛區的KiHa 11-100型車通常行駛於高山本線和太多線。 

## KiHa 11-200

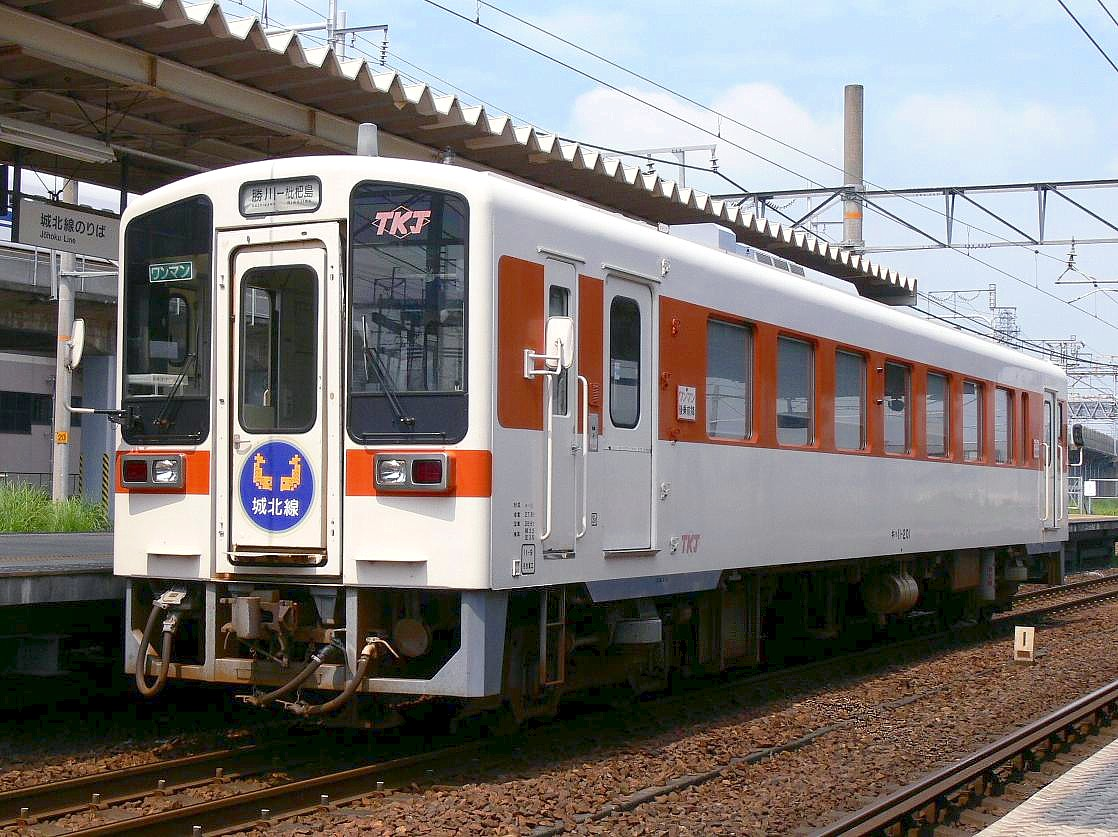
東海交通事業的KiHa 11-201，2006年8月

新潟鐵工所（現為新潟運輸系統 ）在1993年製造了四輛KiHa 11-200（KiHa 11-201–204），用於東海交通事業的城北線 。本型車基於KiHa 11-100設計，但沒有內部門階。 KiHa 11-203–204後來轉到JR東海的美濃太田車輛區，與其它的 KiHa 11型混用。 
KiHa 11-201于2015年9月23日退出城北線，出售给茨城县的常陸那珂海濱鐵道（ひたちなか海浜鉄道）。  東海交通事業的另一輛車（Kiha 11-202），在2016年3月19日進行最終運行後，於3月下旬移至常陸那珂海濱鐵道。 

## KiHa 11-300
新潟鐵工所（現為新潟運輸系統 ）於1999年3月交付6輛KiHa 11-300型（車號KiHa 11-301-306）給伊勢車輛區。與早期的同型車相比，本型車使用不銹鋼車身且未上漆。車窗也高了50毫米，寬了140毫米。 本型車有無障礙厕所和轮椅空间，座位減少為46位，总載客量仍為110位。 
KIHA 11-300型使用於纪势本线和参宮线 ，偶爾也行駛在名松線 。 
 

原屬JR東海的兩輛11-300型車改裝（包括增加LCD螢幕）以後，轉至東海交通事業，取代舊的KiHa 11-200系車輛。  KiHa 11-301于2015年9月24日開始營運。 KiHa 11-302於2016年3月轉讓。 2016年6月，KiHa 11-302改變塗裝，在車窗高度處塗上橙色帶，類似於KiHa 11-200，取代了JR東海舊有的橙色腰圍條紋。  

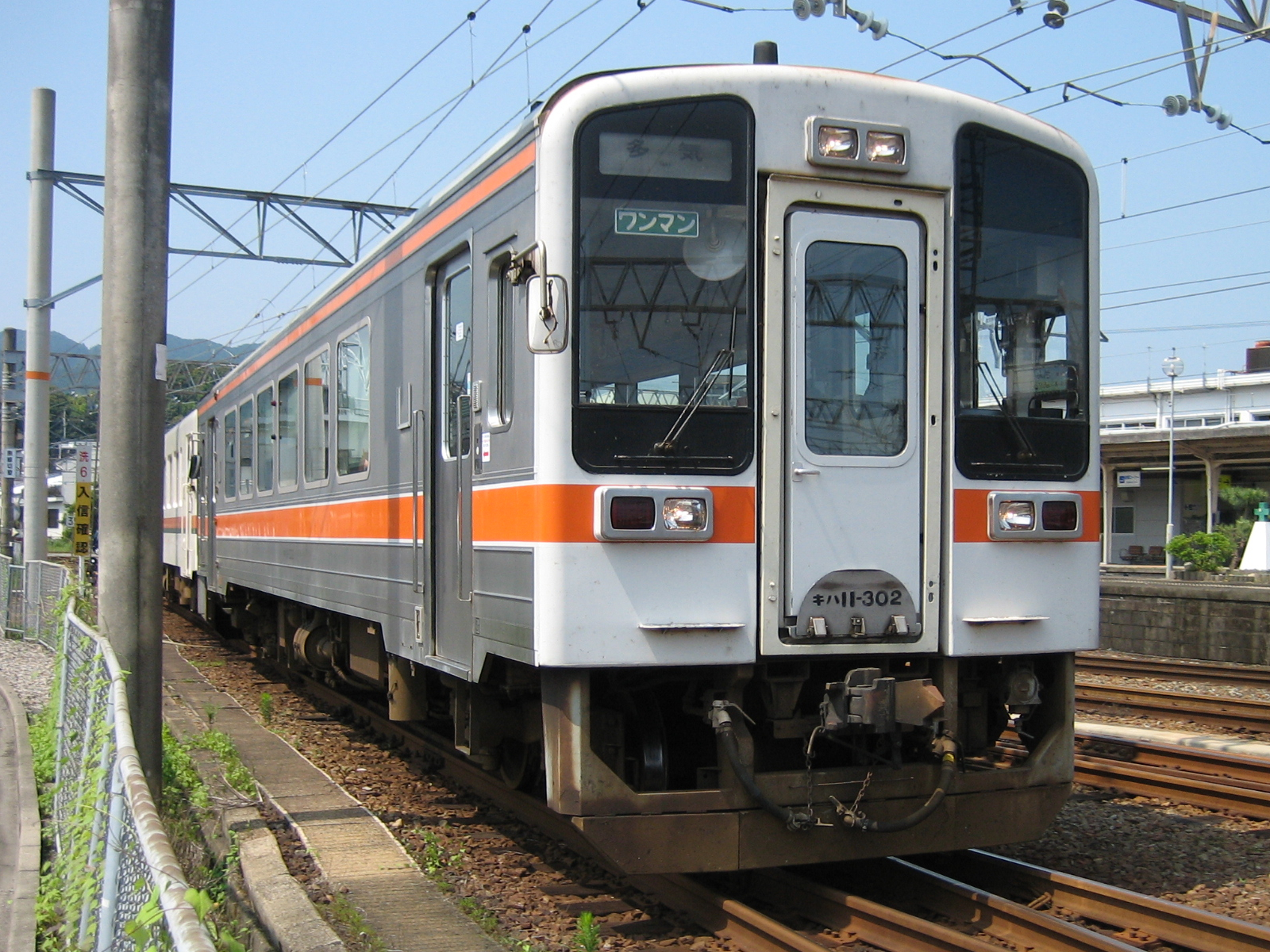
2006年8月，在紀勢本線的KiHa 11-302
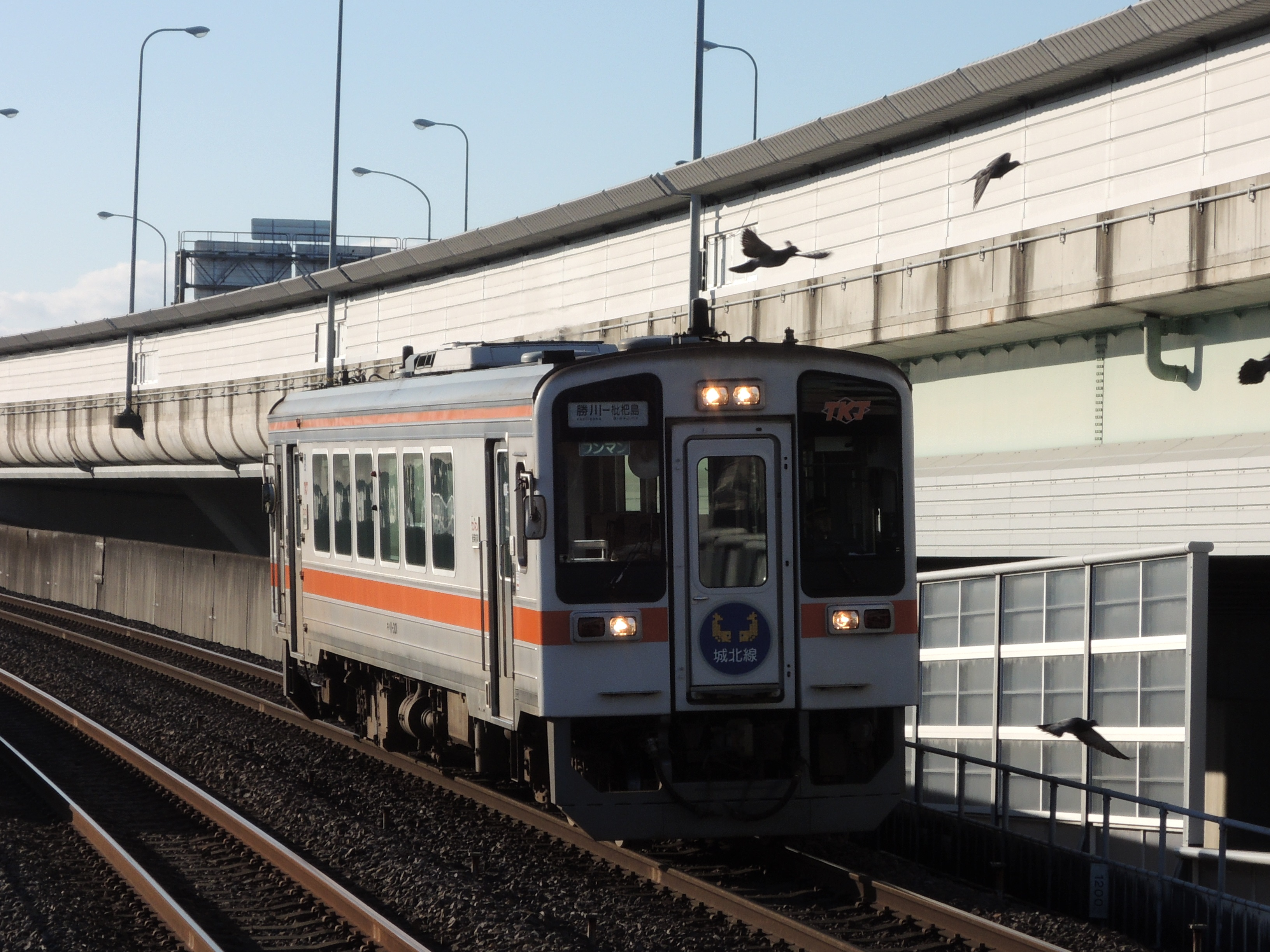
2015年12月，東海交通事業城北线的KiHa 11-301

## 轉讓／轉售

### 常陸那珂海濱鐵道
茨城县的常陸那珂海濱鐵道於2015年4月購買原屬JR東海的KiHa 11-123 / 203/204， 又於2015年和2016年購買另外兩輛原屬東海交通事業的KiHa 11-200系車輛。 其中，KiHa 11-201于2015年9月 ，KiHa 11-202于2016年3月，經由公路運輸至常陸那珂海濱鐵道。  

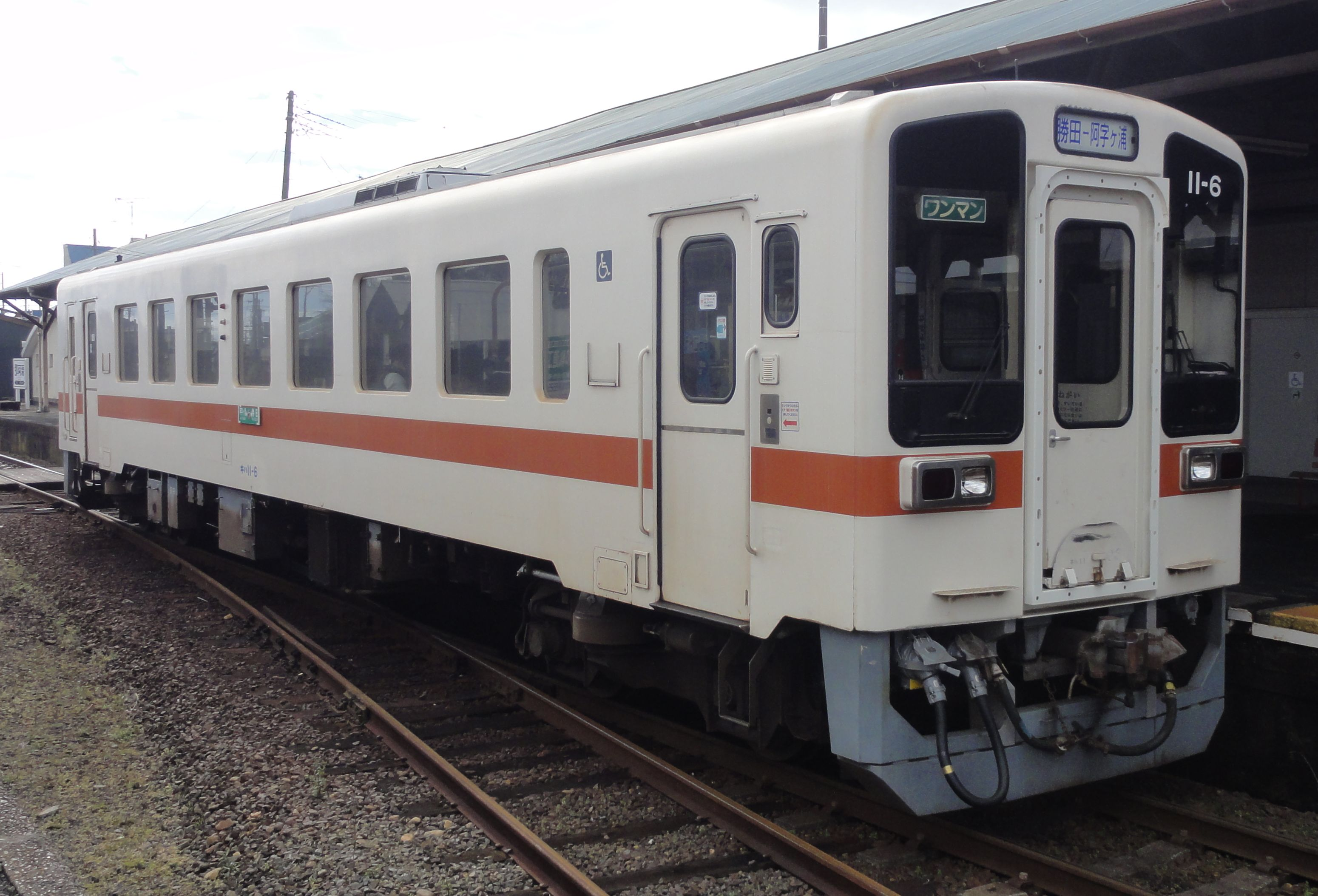
常陸那珂海濱鐵道 KiHa 11-6（原東海交通事業 KiHa 11-203），2016年2月
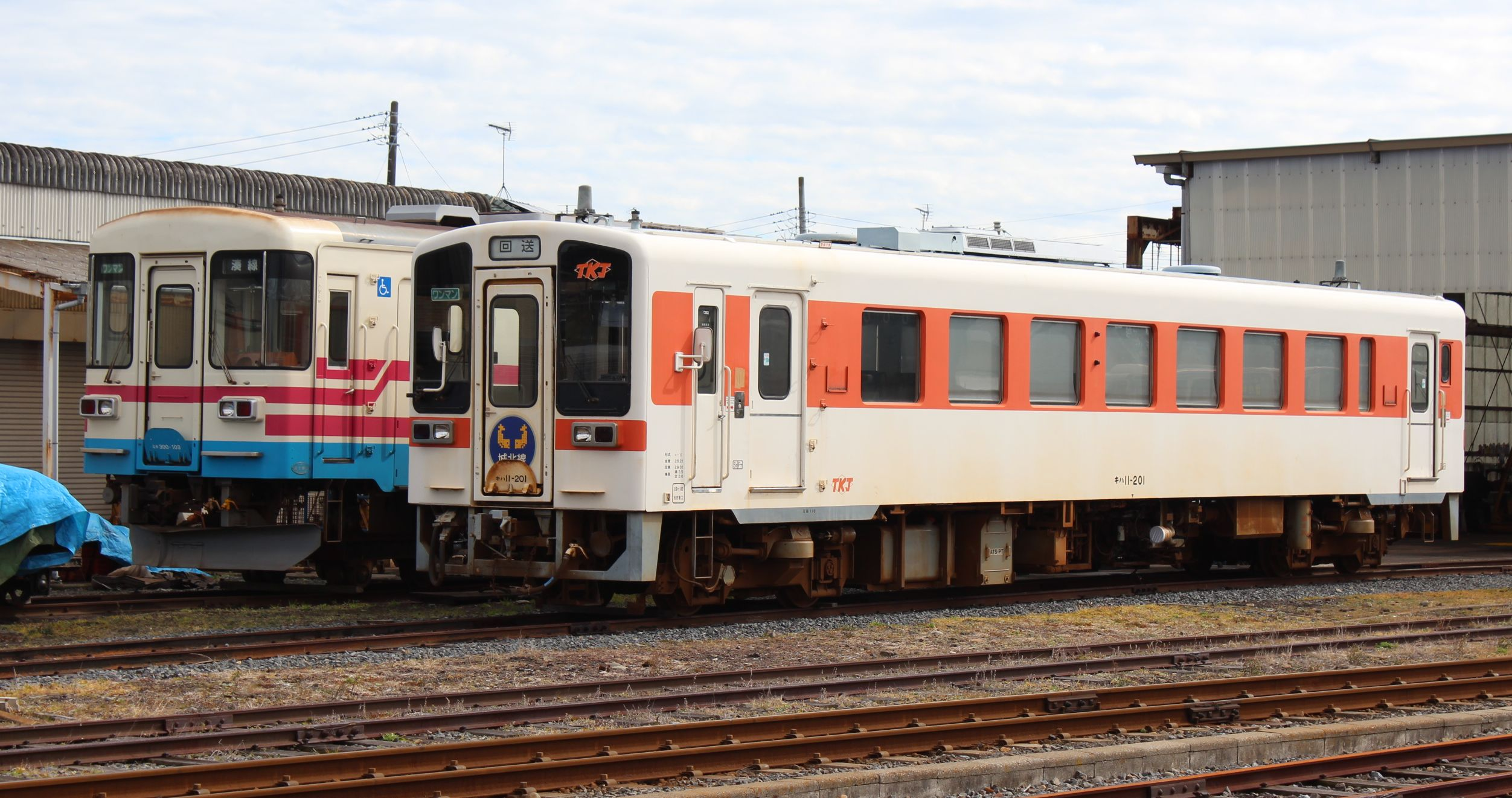
原東海交通事業 KiHa 11-201於常陸那珂海濱鐵道，2016年2月。
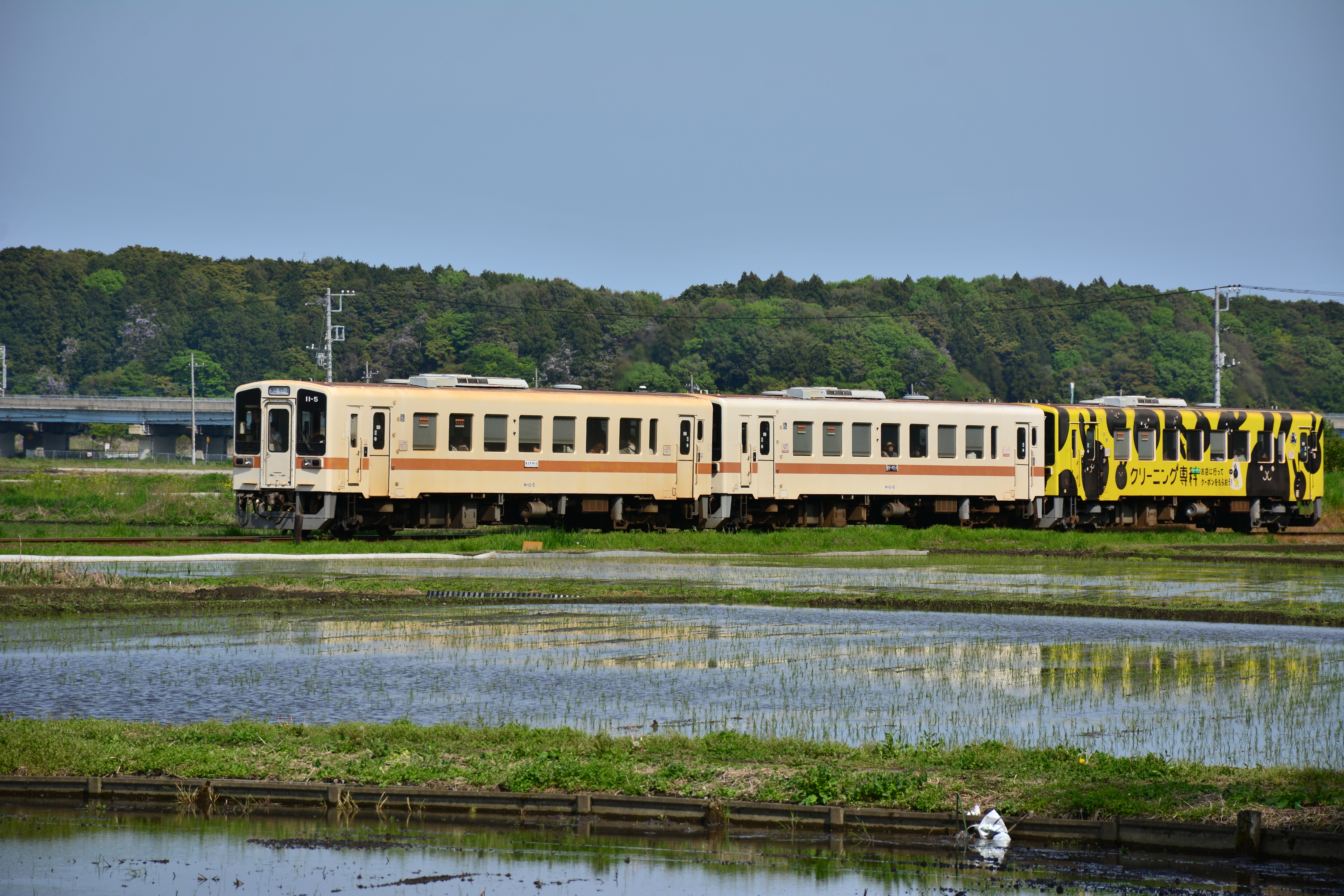
因應客運需要而以三輛編組運轉的KiHa11型

### 缅甸
2015年，有16輛KiHa 11型車送給缅甸 。這些車輛因應緬甸軌距改為1000毫米，但後來因為日本政府政策改變，有些車輛並未投入使用。  

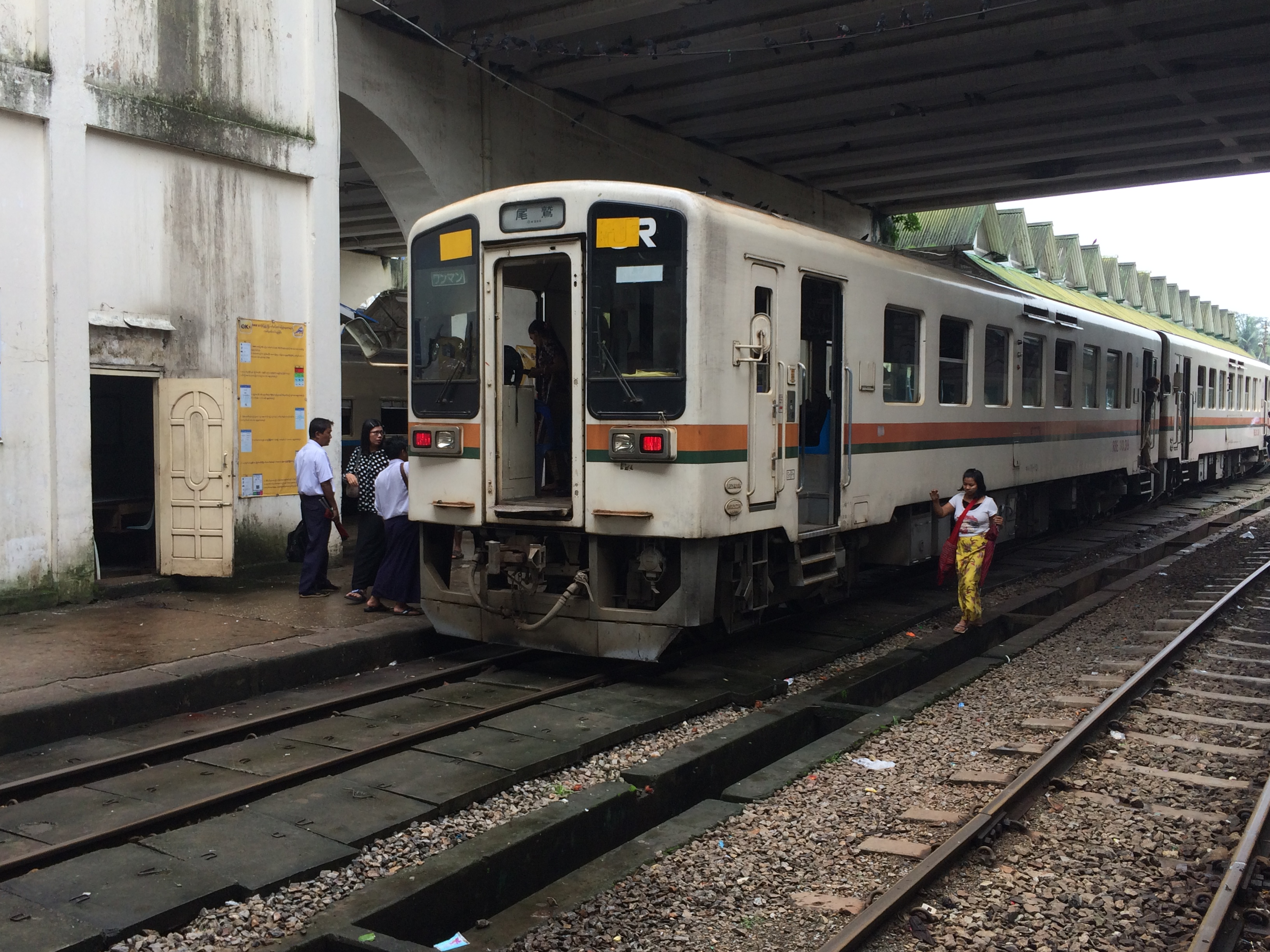
2017年7月，緬甸仰光中央火車站
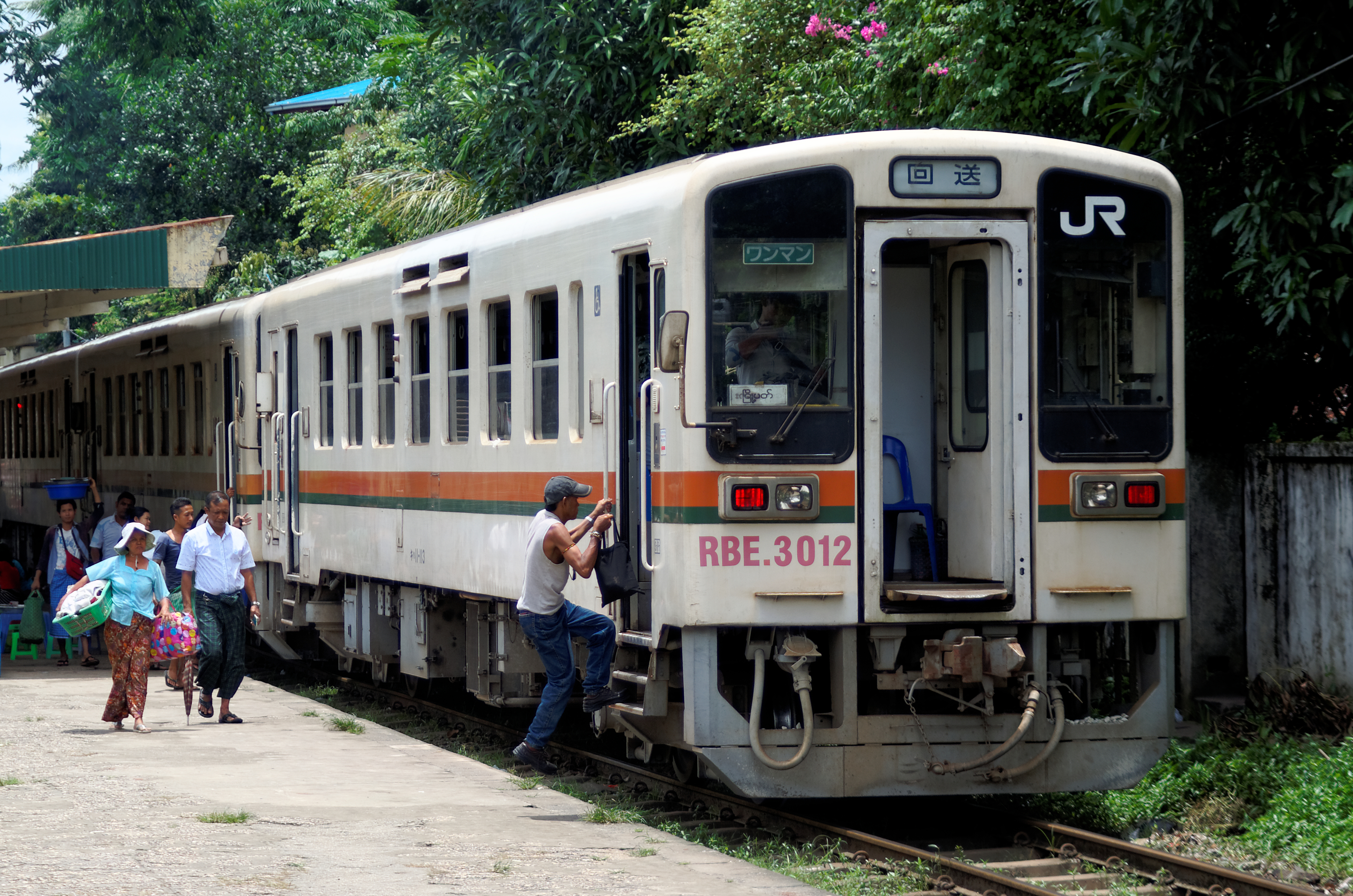
2016年8月，緬甸仰光中央火車站